# Ryan Martinie
Ryan Martinie es un bajista estadounidense que forma parte de la banda Mudvayne desde 1998. Se caracteriza por sus diferentes técnicas aplicadas a un estilo de metal que no suele utilizarlo. En 2012 conformó la agrupación Korn en reemplazo del bajista, debido a su paternidad. Actualmente se encuentra en la banda progresiva "Soften the Glare".

## Carrera

### Mudvayne
En 1996, Mudvayne fue formado. Ellos inicialmente tuvieron un bajista diferente, Shawn Allen. En 1997, aun con Shawn como su bajista, Mudvayne publicó su primer EP,  Kill, I Oughta. La banda publicó 5 álbumes de estudio en su carrera, y permaneció activo hasta 2010 cuando ellos fueron a una pausa indefinida. Mudvayne anunció en abril de 2021 que ellos se estaban reuniendo para sus primeros conciertos en más de una década y posiblemente para nueva música 

### Otros proyectos
Martinie era el invitado bajista en Kurai, un proyecto creado por el guitarrista y vocalista Scott Von Heldt. El baterista era Abel Vallejo, el técnico de batería para Korn. El grupo publicó su EP Breaking the Broken El 17 de diciembre de 2013 
En 2015 Martinie empezó a tocar con un jazz fusion / progressive rock trío Soften the Glare. Ellos grabaron su primer álbum Making Faces la cual fue lanzada el 1 de septiembre de 2017 
Martinie tiene un proyecto paralelo "aún no definido" que pretende materializar, diciendo: "La gente va a tener que ver mi fea cara otra vez, quieras o no... Están pasando muchas cosas, pero si estas cosas terminan siendo cosas de Mudvayne u otras cosas, no me voy a preocupar de qué terminará siendo qué o hacia dónde va". Dijo que su estilo de juego diferirá del que era escuchado en Mudvayne.  El 2 de agosto de 2012, Korn anunció que Ryan Martinie los acompañará en su gira europea que comenzó en Polonia, ya que el bajista de la banda, Fieldy, y su esposa estaban esperando un hijo.  Él protagonizó el meme "Most Brutal Death Metal Scream (year)"y después se volvió popular por el meme de "brbr deng" 

## Equipo instrumental

### Bajo
Warwick Thumb 5 strings.
Warwick Thumb 4.

## Discografía
| 2000 | L.D. 50                            |
| 2001 | The Beginning of All Things to End |
| 2002 | The End of All Things to Come      |
| 2005 | Lost and Found                     |
| 2008 | The New Game                       |
| 2009 | Mudvayne                           |